# 亞瑟尼茨河
53°37′02″N 12°05′42″E / 53.61723°N 12.09501°E

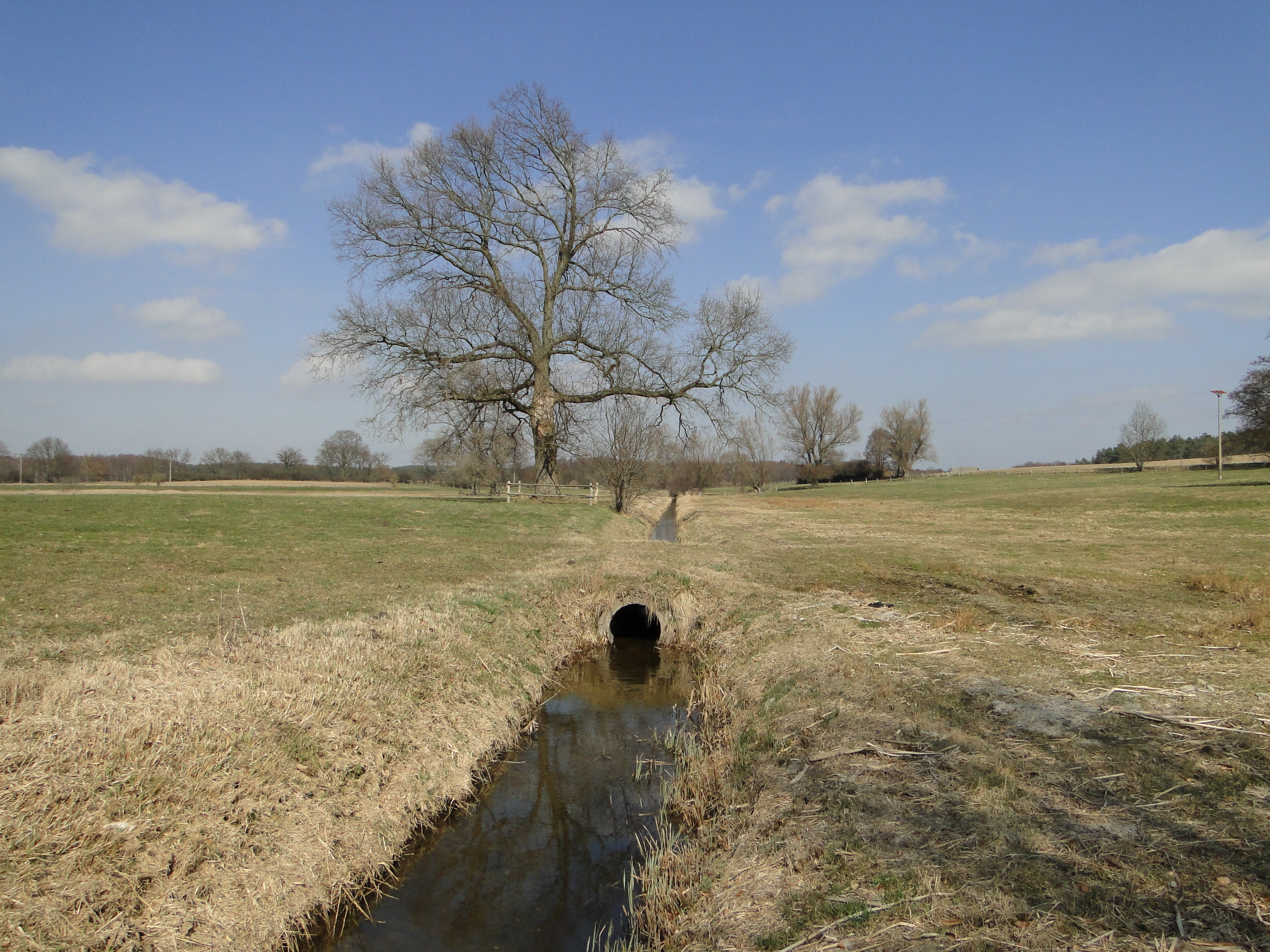
亞瑟尼茨河

亞瑟尼茨河（德語：Jasenitz），是德國的河流，位於該國東北部，由梅克倫堡-前波美拉尼亞州負責管轄，河道全長4公里，發源自施彭丁湖，最終注入多伯廷湖。